# Xenotilapia spiloptera
Xenotilapia spiloptera är en fiskart som beskrevs av Max Poll och Stewart, 1975. Xenotilapia spiloptera ingår i släktet Xenotilapia och familjen Cichlidae. IUCN kategoriserar arten globalt som otillräckligt studerad. Inga underarter finns listade i Catalogue of Life.